# David Clark
David Robert Clark (født 17. november 1959 i St. Louis, Missouri, USA) er en amerikansk tidligere roer.
Clark vandt en sølvmedalje i firer uden styrmand ved OL 1984 i Los Angeles. Jonathan Smith, Phillip Stekl og Alan Forney udgjorde bådens øvrige besætning. I finalen blev den amerikanske båd besejret af New Zealand, der vandt guld, mens Danmark fik bronze. Det var det eneste OL han deltog i.
Clark vandt desuden én VM-medalje, en bronzemedalje i otter ved VM 1981 i München.

## OL-medaljer
- 1984:  Sølv i firer uden styrmand